# Pediobius madas
Pediobius madas  (лат.) — вид паразитических наездников рода Pediobius из семейства Eulophidae (Chalcidoidea) отряда перепончатокрылые насекомые. Эндемики Мадагаскара. Переднеспинка с шейкой, отграниченной килем (поперечным гребнем). Щит среднеспинки с развитыми изогнутыми парапсидальными бороздками. Ассоциированы с жуками-листоедами рода Balyana (Chrysomelidae), перепончатокрылыми Sympiesis aburiana (Eulophidae) и кокосовой пальмой (Cocos nucifera) и Elaeis guineensis (Arecaceae).